# 3888 Hoyt
3888 Hoyt (1984 FO) là một tiểu hành tinh vành đai chính được phát hiện ngày 28 tháng 3 năm 1984 bởi Shoemaker, C. ở Palomar.